# Revolutionair Socialistische Partij (2025)
De Revolutionair Socialistische Partij (RSP), tot 2025 De Socialisten, is een Nederlandse politieke partij van revolutionair socialistische signatuur. De partij is ontstaan uit een splitsing binnen de Socialistische Partij (SP).

## Geschiedenis

### Conflict met SP
Het ontstaan van de RSP is het voortvloeisel van een intern ideologisch conflict binnen de SP. Dit conflict speelde zich af tussen de partijleiding en de linkervleugel van de partij, gevormd door onder andere ROOD (de toenmalige jongerenorganisatie van de SP), Communistisch Platform (CP) en het Marxistisch Forum. Dit conflict begon over de onverenigbaarheid van de standpunten van CP met de standpunten van de SP. Vanaf oktober 2020 werden leden van CP geroyeerd.
Vervolgens werden in november 2020 de banden met jongerenorganisatie ROOD opgeschort, omdat de voorzitter en de meerderheid van het bestuur banden had met CP.  In oktober 2021 werden ROOD en het Marxistisch Forum door het partijbestuur bestempeld als 'politieke partijen', wat een verboden dubbellidmaatschap impliceerde. Dit leidde tot het royement van enkele tientallen leden.
De hierop volgende schorsingen van de lokale besturen van de afdelingen Utrecht en Rotterdam vormden voor een aantal leden de aanleiding om een verklaring uit te brengen. Hierin wordt onder andere gesteld dat de partij " (…) kampt met een serieus democratisch tekort en een verziekte bestuurscultuur", en dat "[h]et partijbestuur (…) de aanval [heeft] ingezet tegen het socialisme in deze steden".

### Oprichting lokale partijen
Deze ontwikkelingen leidden tot de oprichting van enkele lokale socialistische partijen. In Rotterdam, Utrecht en Amsterdam deden deze partijen mee aan de raadsverkiezingen van 16 maart 2022. Daarnaast werden er partijen opgericht in Arnhem, Nijmegen, Noord-Nederland, Overijssel en West- en Oost-Brabant.

#### Socialisten 010 (Rotterdam)
Het Rotterdamse Socialisten 010 werd opgericht op 27 december 2021, na de royering van onder meer de afdelingsvoorzitter en de lijsttrekker. De twee zittende SP-raadsleden werden lid van deze nieuwe partij, maar bleven onder de naam SP in de Rotterdamse raad zitten. Bij de verkiezingen kreeg Socialisten 010 in totaal 2034 stemmen (1,0%), tegenover de 5766 (2,9%) voor de SP.

#### Socialisten Utrecht
In Utrecht weigerde het lokale bestuur de royementen uit te voeren, en trad zij af. Een aantal kritische en/of geroyeerde leden startte vervolgens een "oproep voor een eenheidsinitiatief voor Socialisten in Utrecht", waaruit de partij "Socialisten Utrecht" voortkwam. Bij de verkiezingen kreeg Socialisten Utrecht 694 stemmen (0,4%). De SP kreeg er 3945 (2,5%).

#### Democratisch Socialisten Amsterdam (DSA)
Op 18 januari 2022 werd bekendgemaakt dat een aantal prominente Amsterdamse SP'ers hun lidmaatschap opzegde, en Democratisch Socialisten Amsterdam (DSA) hadden opgericht. DSA kreeg bij verkiezingen 1.472 stemmen (0,5%), terwijl de SP 14.036 stemmen (4,3%) behaalde.

### Landelijke partij
Op 25 september 2022 werd er een landelijke conferentie georganiseerd, met 140 aanwezigen. Daarin werd besloten om te gaan werken aan een landelijke socialistische partij, onder de voorlopige naam De Socialisten. Daarnaast riep ROOD haar leden op zich aan te sluiten bij de nieuwe partij.
Op het partijcongres van maart 2025 werd de naam Revolutionair Socialistische Partij gekozen.

## Ideologie en standpunten
De partij baseert zich grotendeels op de werken van Karl Marx en marxistische auteurs, zonder daarbinnen een sterke voorkeur te geven aan specifieke stromingen. De partij is expliciet non-Stalinistisch, en legt door haar verleden als minderheidsgroep een sterke nadruk op interne democratie.
Het programma van de RSP bestaat uit een maximumprogramma, dat de langetermijndoelstellingen vertegenwoordigt en een minimumprogramma, dat de kortetermijndoelstellingen vertegenwoordigt om dichter tot de doelen van het maximumprogramma te komen. 
De RSP is een voorstander van een radicale democratisering van de samenleving, waaronder de economie. Verder presenteert de partij zich als anti-racistisch, feministisch, groen, internationalistisch en pro-lhbtiq+-rechten. 

#### Maximumprogramma
Als langetermijndoelstelling benoemt de partij "(...) een communistische samenleving in Nederland, Europa en de wereld. In een dergelijke samenleving zal economische productie niet langer voortgedreven worden door de chaos van marktwerking en winststreven, maar zal iedereen bijdragen naar vermogen en iedereen nemen op basis van behoefte. Het is een staatloze maatschappij, waarin klasse-heerschappij is opgehouden te bestaan en waarin de rol van democratie en de overige functies van de staat is geabsorbeerd door de samenleving als geheel". Verder benoemen ze het socialisme als kompas richting het communisme, waarbij ze expliciet stellen hier geen blauwdruk voor te hebben.

## Acties
In 2024 begon ROOD in samenwerking met de RSP een campagne tegen de NAVO in aanloop naar de NAVO-top in Den Haag in 2025. Als onderdeel van de campagne zullen ROOD en de RSP onder andere lezingen geven, actievoeren bij defensielocaties en de anti-imperialistische boodschap verspreiden. Als onderdeel van deze campagne organiseert ROOD samen met de RSP en andere organisaties een tegentop op 21 en 22 juni.
Op 1 mei 2025 namen leden van de RSP - samen met ROOD - deel aan een demonstratie op de Dag van de Arbeid in Amsterdam. Ze pleitten voor bevordering van de klassenstrijd en benadrukten de noodzaak van revolutionaire actie buiten de parlementaire middelen om.
In mei 2025 kraakten activisten van de RSP tijdens een woondemonstratie in Utrecht een pand in de Mariastraat uit protest tegen leegstand.

## Lokaal
In mei 2025 kent de RSP een partijorganisatie met afdelingen in Amsterdam, Rotterdam, Den Haag, Utrecht, Eindhoven, Overijssel, Zuid-Limburg, Noord-Nederland, Arnhem, Nijmegen, West-Brabant en Wageningen.

## Verkiezingen
Na de splitsing, die vlak voor de gemeenteraadsverkiezingen van 2022 plaatsvond, deden drie van de toen nog lokale initiatieven onder diverse namen mee aan verkiezingen. Dit is tot zover de enige keer dat de RSP of groepen eromheen deelnamen aan verkiezingen, er werden geen zetels behaald. 
| Gemeente  | Partij                             | #     | %    | Zetels |
| --------- | ---------------------------------- | ----- | ---- | ------ |
| Amsterdam | Democratisch Socialisten Amsterdam | 1.427 | 0,5% | 0      |
| Rotterdam | Socialisten 010                    | 2.034 | 1,0% | 0      |
| Utrecht   | Socialisten Utrecht                | 694   | 0,4% | 0      |

In april 2025 heeft de RSP Amsterdam aangekondigd bij de gemeenteraadsverkiezingen  van 2026 een gezamenlijke lijst te vormen met de Activistenpartij (een partij in de studentenraad van de Universiteit van Amsterdam) en De Vonk (een lokale afsplitsing van BIJ1). De Vonk heeft twee zetels in de gemeenteraad.